# Wagner Schwartz
Wagner Schwartz, né le 2 décembre 1972 à Volta Redonda, Rio de Janeiro, Brésil, est un chorégraphe, performeur et écrivain basé à Paris. Son travail explore les frontières entre les arts visuels, la danse contemporaine et la littérature, interrogeant des thématiques telles que la migration et la subjectivité contemporaine dans un contexte politique marqué par l'ultra-conservatisme.

## Biographie
Après des études de lettres modernes dans les années 1990, Wagner Schwartz évolue dans plusieurs groupes de recherche et d’expérimentation chorégraphiques en Amérique du Sud et en Europe.
À partir des années 2000, il développe 11 performances solos caractérisées par une interaction directe avec le public. Parmi ses performances marquantes figurent «Transobjeto » (2004), «Piranha » (2009), prix Rumos Itaú Cultural Danse, et La Bête (2005), coproduite par le Forum International de Danse (FID), de Belo Horizonte, et créée à la Ménagerie de Verre, à Paris, en 2005.
En 2004, lors de la présentation de « Transobjeto » au Festival Panorama de Rio de Janeiro, le chorégraphe français Rachid Ouramdane, en tournée au Brésil, découvre le travail de Schwartz et l’invite à rejoindre son nouveau spectacle, Cover (2006), créé pour le Festival d’Automne à Paris. Cette rencontre marque le début d’une collaboration artistique entre Schwartz et Ouramdane, qui aboutira à deux autres créations : le spectacle Des témoins ordinaires (2009), présenté au Festival d’Avignon, et l’art vidéo J’essayais de gagner du temps (2009), présenté au Festival Panorama, à Rio de Janeiro.
Schwartz partage alors sa vie entre Paris et São Paulo. Il élargit ses collaborations avec le metteur en scène Yves-Noël Genod, le chorégraphe Pierre Droulers,, l’actrice Maria de Medeiros, la dramaturge Béatrice Houplain, le chorégraphe et danseur Lorenzo De Angelis, les artistes Laurent Goldring, Júlio Villani, Alexis Blanc, Sheila Ribeiro et participe à des projets cinématographiques avec Judith Cahen et Masayasu Eguchi,.
En 2017, il devient la cible de cyberharcèlement et de campagnes de diffamation orchestrées par des groupes ultraconservateurs au Brésil, puis à l'étranger, après la diffusion virale d’un extrait vidéo de sa performance La Bête au Musée d’Art Moderne de São Paulo (MAM). Cet épisode l’a poussé à quitter le Brésil et à s’établir définitivement en France, où il poursuit sa carrière artistique, désormais également en tant qu’écrivain,.

## Carrière littéraire
Parallèlement à son travail scénique, en 2012, Wagner Schwartz entame l’écriture de son premier roman, « Nunca juntos mas ao mesmo tempo », en portugais du Brésil,. Ce texte est traduit simultanément en français en collaboration avec la dramaturge Béatrice Houplain. En 2018, Jamais ensemble mais en même temps est publié en brésilien et français par Editora Nós, marquant des débuts littéraires largement diffusés dans la presse,,,,,.
Pendant le période où il a été contraint de quitter le Brésil pour préserver son intégrité physique et morale, Schwartz se consacre à l’écriture d’un nouveau texte, un roman événement, dans lequel il relate les effets dévastateurs des attaques qu’il a subies en 2017,. Cette année-là, plusieurs hommes politiques, dont l’ancien président brésilien Jair Bolsonaro, orchestrent une campagne de haine contre l’artiste, largement relayée sur les réseaux sociaux et dans les médias,,,,,,,.
L’incident à l’origine de cette polémique survient après la présentation de La Bête au Museu de Arte Moderna de São Paulo (MAM). La performance cherche à humaniser les sculptures Bichos créées par l’artiste brésilienne Lygia Clark dans les années 1960. Ces sculptures manipulables ont été conçues pour encourager l’interaction avec le public. Dans sa performance, Schwartz incarne un « Bicho », offrant son corps nu pour être plié et déplié par le public, reproduisant ainsi les gestes associés aux œuvres de Clark.
Au cours de la performance, une petite fille de quatre ans, accompagnée de sa mère, entre en scène et touche les pieds et les jambes de l’artiste. « Le couple d'éditeurs Patrícia Rodrigues Cividanes et Ruy Saraiva da Silva Filho, de la revue électronique Antro Positivo, spécialisée dans la programmation théâtrale, s'est également rendu au MAM pour l'ouverture du 35ᵉ Panorama. Le même soir, ils ont publié une vidéo de deux minutes de la performance de Schwartz sur le profil Instagram de la revue. En raison de la nudité, la publication a rapidement été supprimée par le réseau social. Cependant, le temps où elle est restée en ligne a suffi pour que la vidéo soit copiée et devienne virale sur Internet », a rapporté le journaliste João Batista Jr. dans un long portrait de l'artiste publié dans la revue Piauí en août 2023. Schwartz est alors accusé à tort de pédophilie, tandis que le musée est accusé de promouvoir de telles pratiques. Ce cas prend une ampleur internationale, étant relayé par les principaux médias, et devient un symbole des tensions culturelles et politiques de l’époque.
En 2023, Wagner Schwartz publie « A nudez da cópia imperfeita » (La nudité de la copie imparfaite), chez Editora Nós, un livre très attendu par le milieu artistique et salué par la critique au Brésil,,,,,. Le succès de l’œuvre consolide sa carrière d’écrivain et le place comme une voix littéraire singulière. Le roman figure parmi les 10 finalistes du prestigieux Prix São Paulo de Littérature, categorie: Meilleur roman de l’année 2023. Cette année-là, 343 œuvres sont admissibles à la compétition, dont 166 dans la catégorie « Meilleur roman de l’année 2023 » et 177 dans celle de « Meilleur premier roman de l’année 2023 ».
Pendant l’écriture de « A nudez... », Schwartz bénéficie du soutien d’institutions internationales destinées à la protection des artistes en danger, telles qu’ICORN (International Cities of Refuge Network), PEN International à Anvers (PEN Vlaanderen), l’Open Society Foundations et l’Artists at Risk Connection de PEN America. Il devient également artiste résident à la Cité Internationale des Arts à Paris, Édition 2021, en tant que lauréat du programme initié par la Fondation Daniel et Nina Carasso. Pour son voyage de lancement et de diffusion du roman au Brésil, en 2023, Schwartz bénéficie du soutien de l’association SAM Art Projects.

## Reconnaissance
La contribution de Wagner Schwartz à l’art contemporain est saluée pour sa capacité à interroger les questions de liberté d’expression et de résistance face à l’oppression politique,,. En France, il a publié la lettre «Chère Miriam Cahn, je suis désolé», en mars 2023, dans la rubrique « Tribunes » du journal Libération en soutien à l’artiste suisse Miriam Cahn, après que son tableau « Fuck abstraction ! » a été diffamée et vandalisée au Palais de Tokyo en 2023.
Schwartz figure aussi aussi comme sujet de deux documentaires. Le premier, « Quem tem medo? » (Qui a peur ?), créée par les cinéastes Dellani Lima, Henrique Zanoni et Ricardo Alves Jr., a été présenté lors du Festival du Cinéma Brésilien de Paris, ainsi que dans plusieurs festivals internationaux de documentaires, dont le Festival É Tudo Verdade, DocLisboa, DocsMX et le Festival de La Haane. Le second, Resistances, créé par la plateforme openDemocracy, a été projeté au Rich Mix à Londres en 2022, puis au centre La Virreina – Centre de l'Image la même année.